# V355 Большой Медведицы
V355 Большой Медведицы (лат. V355 Ursae Majoris) — двойная новоподобная катаклизмическая переменная звезда (NL) в созвездии Большой Медведицы на расстоянии приблизительно 490 световых лет (около 150 парсеков) от Солнца. Видимая звёздная величина звезды — от +18,3m до +17,98m.

## Характеристики
Первый компонент — аккрецирующий пульсирующий белый карлик, переменная звезда типа ZZ Кита (ZZ) спектрального класса pec(e).